# Lichttonorgel

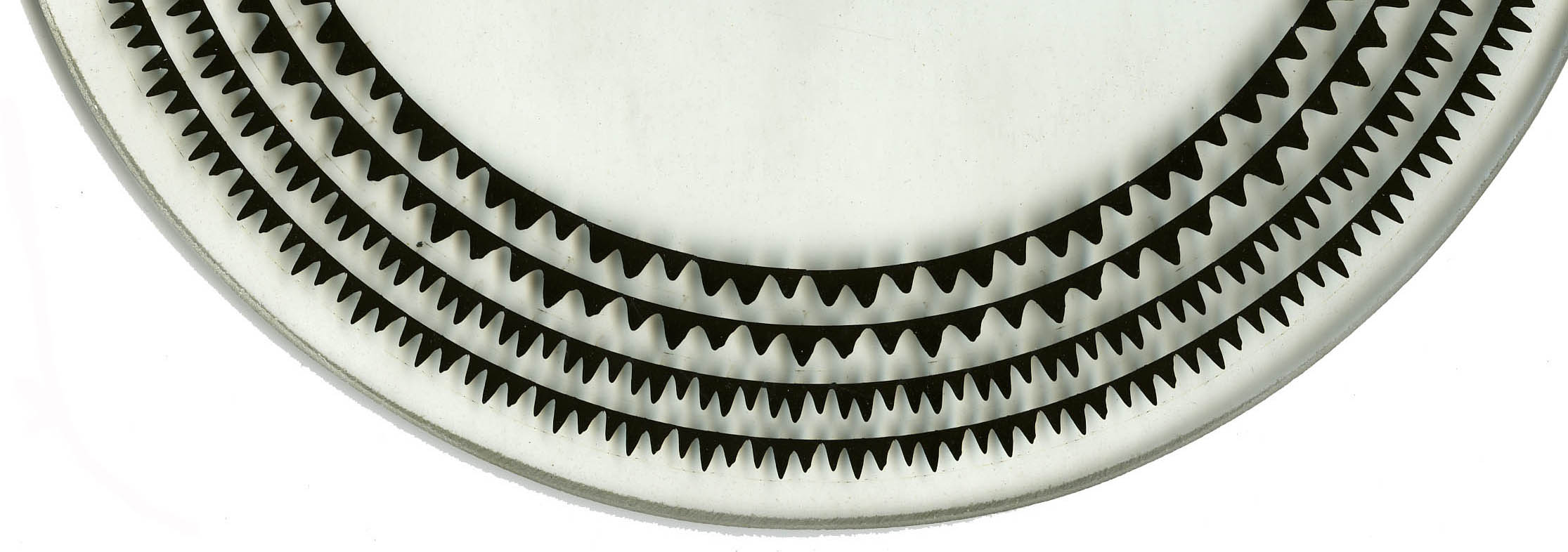
Tonscheibe, Ausschnitt

Die Lichttonorgel war eine von Edwin Welte in den 1930er-Jahren entwickelte elektronische Orgel.

## Funktionsweise
Die Lichttonorgel bedient sich der photoelektrischen Klangerzeugung. Die Tonerzeugung wurde mit gläsernen, rotierenden Tonscheiben vor Photozellen gesteuert. Auf die mit einer Photoemulsion beschichteten Tonscheiben wurden Schwingungskurven übertragen, die von Originalquellen aufgenommen und graphisch nachbearbeitet wurden. Die Töne wurden dann über Verstärker und Lautsprecher wiedergegeben. Die Aufnahmetechnik wurde aufgrund des im Augustinermuseum liegenden Archivmaterials im Rahmen eines Forschungsprojekts am Technischen Museum Wien weitgehend aufgeklärt.

## Geschichte

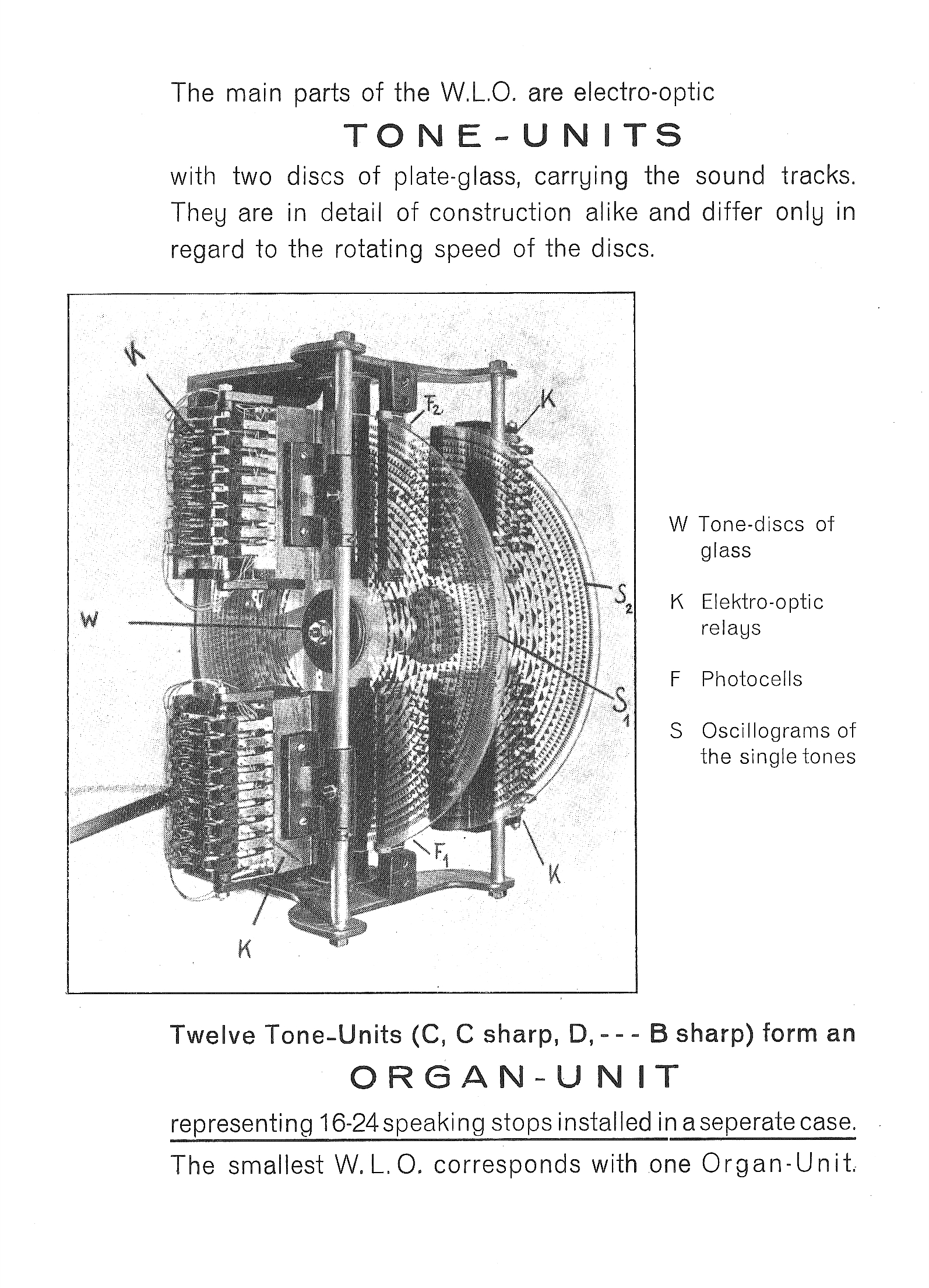
Tonaggregat der Lichttonorgel

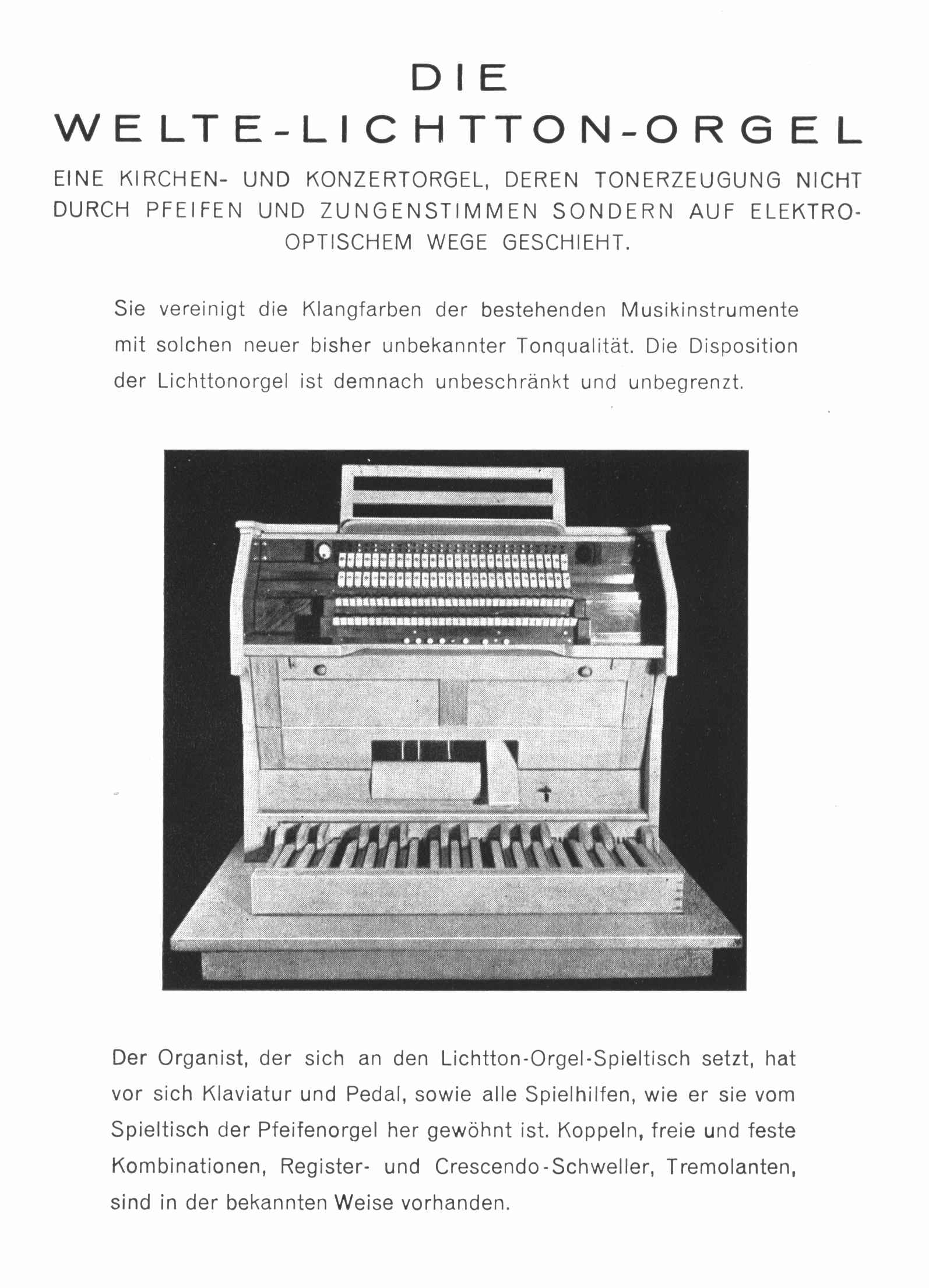
Spieltisch der Welte-Lichttonorgel

Edwin Welte trat 1931 aus dem in wirtschaftliche Schwierigkeiten geratenen, 1832 gegründeten und seit 1872 in Freiburg im Breisgau ansässigen Familienunternehmen M. Welte & Söhne aus. Wann er genau mit der Entwicklung der Lichttonorgel begann, ist ungewiss. Er erwarb jedenfalls die Rechte auf ein 1925 von Richard Michel aus Monaco angemeldetes Patent (DRP 443535) für ein „Tasteninstrument zur Erzeugung von Musik auf elektronischem Wege“. Seit ungefähr 1933 hatte Welte bei der in Weikersheim/Württemberg ansässigen Orgelbaufirma Aug. Laukhuff zusammen mit dem Orgelbauer Wilhelm Faass mit dem Ziel experimentiert, einen funktionsfähigen Prototyp zu bauen.
Mit an der Entwicklung beteiligt war die Harmoniumfabrik Theodor Mannborg in Leipzig, auch wurde ein Kooperationsvertrag mit dem Elektrokonzern Telefunken geschlossen. 1935 meldete Welte ein weiteres, eigenes Patent für die Lichttonorgel an (DRP 712570), ein Verfahren zum Herstellen von gemischte Stimmen darstellenden Phonogrammen auf Tonscheiben für Lichttonorgeln.

### Aufstieg
Ende 1935 hatte Mannborg ein serienreifes Exemplar der Orgel mit 16 klingenden Stimmen und 24 Registern fertiggestellt. Es wurde am 17. August 1936 im Oberlichtsaal der Berliner Philharmonie in einem Presse-Konzert vorgeführt. Die Presseresonanz war sehr positiv. Am 6. November 1936 gab der Organist Kurt Grosse ein Konzert auf der Lichttonorgel, wobei er von dem Cellisten Armin Liebermann begleitet wurde. Die Kritiken in der Presse waren wiederum wohlwollend. So schrieb das Parteiorgan der NSDAP, der Völkische Beobachter am 9. November 1936 von „einem einzigartigen Wunderwerk“ Edwin Weltes als ein „in seiner Vollkommenheit das gesamte Reich der Töne umfassendes Konzertinstrument“. Welte hoffte nun auf Aufträge. Seine Orgel bot bei geringem Platzbedarf schier unbegrenzte Verstärkbarkeit und schien damit wie geschaffen für die Massenveranstaltungen des Dritten Reichs. Außerdem schien sein Instrument den Vorteil zu bieten, dass es im Gegensatz zu der seit 1935 angebotenen und sehr erfolgreich verkauften Hammond-Orgel ein deutsches Produkt war.

### Niedergang
Aber offensichtlich hatte man in Berlin vor einer weiteren Zusammenarbeit die persönlichen Verhältnisse Edwin Weltes überprüft. Dabei stellte man fest, dass er mit einer jüdischen Frau verheiratet war. Daraufhin ließen ihn die Nationalsozialisten fallen, Telefunken stieg ohne Angabe von Gründen aus dem Kooperationsvertrag aus.
Während des Zweiten Weltkriegs schlug Friedrich Trautwein Edwin Welte für die Entwicklung einer Blindenlesemaschine vor, die auf der Basis pneumatischer Technik für das Welte-Mignon-Reproduktionsklavier beruhte. Diese kam allerdings nicht über das Planungsstadium hinaus, da beim Bombenangriff am 27. November 1944 sowohl die Firmengebäude von Welte als auch das beteiligte Universitätsinstitut zerstört wurden.
Die einzige vorhandene Lichttonorgel wurde 1945 durch Kriegseinwirkung bei Aug. Laukhuff in Weikersheim zerstört. Alle Versuche Edwin Weltes, nach dem Krieg seiner Lichttonorgel doch noch zum Erfolg zu verhelfen, waren erfolglos. Die verwendete Technik war inzwischen veraltet. Das Verdienst von Edwin Welte beruht jedoch in der erstmaligen Verwendung gesampelter analoger Klänge zur Wiedergabe der Töne.
Die Konstruktionspläne und zahlreiche Teile befinden sich heute im Augustinermuseum Freiburg.